# Jerzy Wiszniewski (hydrobiolog)
Jerzy Wiszniewski (ur. 22 października 1908 w Siedlcach, zm. 26 sierpnia 1944 w Warszawie) – polski hydrobiolog, zoolog, limnolog.

## Życiorys
Urodził się w rodzinie dr medycyny Eugeniusza Wiszniewskiego, lekarza naczelnego Szpitala Miejskiego w Siedlcach i senatora w II RP oraz jego żony Janiny z domu Michałowskiej. W 1918 r. po wyjątkowo dobrze zdanym egzaminie do klasy I Gimnazjum Podlaskiego w Siedlcach, przez dyrektora szkoły Mieczysława Asłanowicza został przyjęty do klasy III. Po podzieleniu tejże szkoły kontynuował naukę w Gimnazjum Przyrodniczym im. Hetmana Stanisława Żółkiewskiego. W 1924 złożył egzamin dojrzałości i wyjechał do stolicy, gdzie pod kierunkiem prof. Konstantego Janickiego studiował nauki przyrodnicze na Wydziale Filozoficznym Uniwersytetu Warszawskiego. W 1929 uzyskał tytuł zoologa-limnologa oraz złożył państwowy egzamin dla nauczycieli szkół średnich, a następnie odbył roczną służbę w Szkole Podchorążych Łączności. Od 1930 przez pięć lat pracował w Stacji Hydrobiologicznej nad jeziorem Wigry, początkowo jako asystent a następnie starszy asystent prof. Alfreda Lityńskiego. W 1932 przedstawił rozprawę dotyczącą wrotków występujących w okolicach Warszawy i uzyskał tytuł doktora filozofii w dziedzinie zoologii. Od lutego 1935 pracował w Katedrze Zoologii Szkoły Głównej Gospodarstwa Wiejskiego, rok później uzyskał stopień doktora habilitowanego i powierzono mu stanowisko docenta, rozpoczął wówczas prowadzenie na Uniwersytecie Warszawskim zleconych wykładów z hydrobiologii. W 1937 został wybrany na organizatora, a po roku kierownika Stacji Hydrobiologicznej w Pińsku, jednocześnie zakończył pracę w Szkole Głównej Gospodarstwa Wiejskiego. Powołano go wówczas na delegata Państwowej Rady Ochrony Przyrody na powiaty piński i łuniniecki. Po wybuchu II wojny światowej pozostał w Pińsku, wiosną 1940 został uprzedzony, że jako oficer rezerwy Wojska Polskiego jest poszukiwany przez NKWD. Początkowo przebywał na Polesiu, a po 1940 znalazł się we Lwowie, gdzie pracował jako woźny i palacz w kotłowni w Instytucie Politechnicznym. Na kilka miesięcy powrócił do Pińska, gdzie jego dawny laborant Rosjanin zapewnił mu warunki do pracy naukowej. Po wkroczeniu hitlerowców w czerwcu 1941 został zmuszony do opuszczenia stacji, zamieszkał wówczas z rodziną na przedmieściach Pińska i ukończył część prac naukowych. W czerwcu 1944 przedostał się do Krakowa, a następnie do Warszawy i został zatrudniony w Państwowym Muzeum Zoologicznym, uczestniczył w życiu konspiracyjnym w szeregach Armii Krajowej używając pseudonimu Poleski. Walczył w powstaniu warszawskim, ranny trafił do szpitala polowego po eksplozji czołgu pułapki 13 sierpnia. Zginął 26 sierpnia 1944 pod gruzami kamienicy przy ulicy Kilińskiego 1 podczas nalotu bombowego, jego ciała nigdy nie odnaleziono.

## Dorobek naukowy
Dorobek naukowy Jerzego Wiszniewskiego obejmuje ponad czterdzieści prac naukowych dotyczących limnologii. Specjalizował się w faunie wrotków, przedmiotem jego badań były gatunki żyjące piaskach podwodnych i wynurzonych. Odkrył występowanie na terenie Polski ponad 200 gatunków wrotków i obserwując je ustalił, że wiele z nich przechodzi w tym środowisku (tzw. psammon) cały cykl życiowy. Wiele z nich było po raz pierwszy odkrytych, i jak stwierdził występowały one tylko w tych rejonach. W swoich pracach wprowadził do literatury naukowej nowe pojęcia tj. psammolitoral, hydropsammon, hygropsammon, eupsammon, limnopsammon, halipsammon, zoopsammon, phytopsammon, nannopsammon, mesopsammon i makropsammon. Ich wyodrębnienie szczegółowo uzasadnił poprzez analizę stosunku wody, piasku i atmosfery z uwzględnieniem stanu chemicznego wody oraz termiki wynurzonych stale i okresowo części psammolitoralu. Dzięki temu udowodnił wysoką żyzność wody i tzw. astatyzm termiczny, który przekracza 20 st. C. W świecie nauki wyniki badań prowadzonych przez Jerzego Wiszniewskiego stały się sensacją. Nie mniej rewelacyjne okazało się odkrycie występowania w białoruskim jeziorze Wołłosowo trzech gatunków skorupiaków uznanych za reliktowe, były to Mysis oculata relicta Loven, Pantoporeia affinis Bruzelius i Calanus macrurus Sars. Spośród 118 gatunków psammobiontów (psammonitów) i psammofili wyodrębnił 8 grup ekologicznych, kryterium tego podziału były cechy środowiska tj. pH i utlenialność. Odkrył nowe gatunki i rodzaje wrotków będących pasożytami i komensalami, które żyją w jamach skrzelowych raków oraz na ciałach ośliczek, kiełży i karpi. Ponadto badał przebieg zmian temperatur wody w polskich jeziorach podczas przedwiośnia. Po 1939 opracował syntezę fauny wrotków występujących na terenie Polski oraz dokonał charakterystyki limnologicznej i rybackiej Polesia oraz przeprowadził nomenklaturę i usystematyzował bibliografię wrotków. Dokonał również własnej typologii polskich jezior opartej na przeprowadzonych w latach trzydziestych badaniach. Organizował ekspedycje limnologiczne na Polesie, reprezentował Polskę na Międzynarodowych Kongresach Limnologicznych w Amsterdamie /1932/,  Belgradzie /1934/ i Paryżu /1937/. Gościł w stacjach hydrobiologicznych w Plön i nad Jeziorem Ochrydzkim.
Materiały archiwalne Jerzego Wiszniewskiego znajdują się w PAN Archiwum w Warszawie pod sygnaturą III-70.